# Ianino-1
Ianino-1 (en russe : Янино-1, en finnois : Saksan Jaanila) est une commune urbaine du raïon de Vsevolojsk de l'oblast de Léningrad, en Russie. Elle est le centre administratif de l'établissement urbain de Zanevka. Sa population s'élevait à 21 273 habitants en 2024.    

## Géographie
Ianino-1 est située dans l'oblast de Léningrad, un sujet de Russie européenne qui fait partie du district fédéral du Nord-Ouest. La localité se trouve dans le raïon de Vsevolojsk, une des raïons de l'oblast, et fait partie de l'établissement urbain de Zanevka, une municipalité du raïon, dont elle est le chef-lieu,,.
Ianino-1, comme tout l'oblast de Léningrad, est située dans le fuseau horaire MSK (heure de Moscou). Le décalage horaire appliqué par rapport au temps universel coordonné est +03:00.

## Démographie
Recensements (*) et estimations de la population,:
| 2002* | 2010* | 2021*  | 2024   | - |
| ----- | ----- | ------ | ------ | - |
| 4 285 | 4 452 | 16 886 | 21 273 | - |